# Świdnik Duży
Świdnik Duży – wieś w Polsce położona w województwie lubelskim, w powiecie lubelskim, w gminie Wólka.
| SIMC    | Nazwa                    | Rodzaj    |
| ------- | ------------------------ | --------- |
| 0394068 | Świdnik Duży-Leśniczówka | część wsi |

W latach 1975–1998 miejscowość administracyjnie należała do ówczesnego województwa lubelskiego.
Wieś stanowi dwa sołectwa gminy Wólka: Świdnik Duży Pierwszy i Świdnik Duży Drugi. Według danych demograficznych UG Wólka, Świdnik Duży Pierwszy liczy 384 mieszkańców a Świdnik Duży Drugi 298 mieszkańców – stan na 31.12.2016.

## Historia
Świdnik Wielki – obecnie Świdnik Duży, w 1392 nazywany „Maior Świdnik”, 1442 „Świdnik”, 1457 „Magna Swydnyk”. W roku 1392 Władysław Jagiełło przenosi Świdnik Wielki na prawo średzkie. Nadaje Piotrowi z Moszny sołectwo z 2 łanami, łąkami, karczmą, dodatkowo prawo do 1/6 czynszów i 1/3 dochodów z karczmy z obowiązkiem konnej służby z kuszą. Wieś stanowi własność królewską.
Wójtowie
- 1420-30 Mikołaj z Turki wójt w Świdniku,
- 1433 Adam wójt w Świdniku,
- 1443-54 występuje Katarzyna córka śp. Jakusza wójta w Świdniku Wielkim
- 1462 żona Jana Tomaszowskiego
- 1462-6 szlachetny Jan Tomaszowski wójt w Świdniku
- 1466 wójtowie szlachetna Elżbieta z synami Bartoszem i Stanisławem.
- 1510 wójt z 2 łanami i karczmą
- 1531-33 wójt dziedzicem z 2 łanami kmiecymi[7].